# Język molala
Język molala (inne nazwy: molale, molele, molalla) – wymarły od 1958,  język z grupy plateau penutiańskiej. Wykazuje pewnie leksykalne podobieństwa do również już wymarłego języka cayuse.
Posiadał trzy dialekty:
- północny
- górny santiam
- południowy